# Bredo von Munthe af Morgenstierne (museumsdirektør)
 Der er flere personer med dette navn, se Bredo von Munthe af Morgenstierne.
Bredo von Munthe af Morgenstierne (født 18. juli 1912 i København, død 17. september 1989) var en dansk officer og museumsdirektør.
Han var søn af Otto von Munthe af Morgenstierne og hustru, var elev ved Lycée Clemenceau i Nantes 1929-30 og blev premierløjtnant i fodfolket 1942.
Munthe af Morgenstierne blev museumsinspektør ved Handels- og Søfartsmuseet på Kronborg 1946, kontorchef i Foreningen til Søfartens Fremme 1948-72, redaktør af Tidsskriftet Søfart 1950-72, medlem af Søværnets museumsudvalg 1956, medstifter og medlem af Orlogsmuseets komité 1957 og blev dets første museumsleder samme år. Han var medstifter og medlem af bestyrelsen for Selskabet Orlogsmuseets Venner samt selskabets sekretær 1960 og fik titel af museumsdirektør 1962.
Han var desuden medlem af bestyrelsen for Vikingeskibsmuseet i Roskilde 1963, af Våbenhistorisk Selskabs præsidium 1966-71 og af Dansk Kulturhistorisk Museumsforenings styrelse 1969-72 samt foreningens sekretær 1970-72 og sekretær i Danske Museers Fællesråd og ICOM's danske nationalkomite 1972. Han skrev Danske Sejlskibe samt afhandlinger og artikler i forskellige historiske og maritime værker, tidsskrifter m.v. Han var Ridder af Dannebrog.
Han blev gift 1958 med Bente M.M. Neergaard (født 30. januar 1920 i København) og ligger begravet på Butterup kirkegård i Vestsjælland.